# Huskvarna
|  | Per a altres significats, vegeu «Husqvarna (desambiguació)». |

Huskvarna és una població sueca situada a la riba del llac Vättern (al sud del país), a pocs kilòmetres a l'est de la ciutat de Jönköping, a la qual pertany i de la qual és un districte municipal.
La seva història es remunta al 1689, quan el rei Carles XI de Suècia manà construir una fàbrica de mosquets a la vora del riu Huskvarna, que actualment fabrica motors i aparells com ara motoserres, desbrossadors, tractors, tallagespes o motocicletes (de tanta qualitat que han guanyat nombrosos premis), anomenada Husqvarna.
L'aigua del riu fou utilitzada per a construir una central hidràulica on es creà un nucli de població dels treballadors, i d'aquí vé el nom de la població: Huskvarna prové de "hus" (en suec, casa) i "kvarn" (molí).
La IFF (Federació Internacional de Floorball) fou fundada a Huskvarna l'any 1986.